# Liste des jardins portant le label Jardin remarquable en Guadeloupe
Cet article recense les jardins possédant le label « jardin remarquable » en Guadeloupe, en France.
Au début 2024, la région compte cinq jardins ainsi labellisés.

## Liste
| Jardin                                | Commune     | Année | Coordonnées                  | Photo |
| ------------------------------------- | ----------- | ----- | ---------------------------- | ----- |
| Jardin de Beauvallon                  | Basse-Terre | 2013  | 16° 00′ 20″ N, 61° 43′ 38″ O |       |
| Jardin botanique                      | Deshaies    | 2006  | 16° 17′ 47″ N, 61° 47′ 41″ O |       |
| Jardin de Valombreuse                 | Petit-Bourg | 2006  | 16° 10′ 12″ N, 61° 37′ 53″ O |       |
| Parc paysager de Petit-Canal          | Petit-Canal | 2006  | 16° 22′ 51″ N, 61° 29′ 17″ O |       |
| Jardin de l'écomusée de la Guadeloupe | Sainte-Rose | 2006  | 16° 18′ 45″ N, 61° 42′ 19″ O |       |